# Thlaspida lewisii
Thlaspida lewisii (лат.) — вид жуков щитоносок (Cassidini) из семейства листоедов.
Восточная Азия: Россия (Дальний Восток, Амурская область и Приморский край), Китай (Fujian, Heilongjiang, Liaoning), Корея, Япония (Hokkaido, Honshu, Shikoku, Kyushu, Tsushima). Растительноядная группа, питаются растениями различных видов, в том числе, Oleaceae: Fraxinus Sieboldiana, Ligustrum obtusifolium, разные виды ясеней, например, Fraxinus japonica; Fraxinus rhynchophylla, Fraxinus mandshurica
.